# Michał Mędlewski
Michał Mędlewski (ur. 30 września 1912 w leśniczówce Wielonek, zm. 8 czerwca 1997 w Nakle nad Notecią) – polski poeta, pisarz i dziennikarz, podporucznik rezerwy piechoty Wojska Polskiego.

## Życiorys
Po ukończeniu gimnazjum klasycznego w Różanymstoku k. Grodna oraz szkoły podchorążych w Brodnicy podjął studia na wydziale prawno-ekonomicznym w Poznaniu. W latach trzydziestych osiadł na Krajnie. Pracował w samorządzie terytorialnym w Nakle nad Notecią i w Wyrzysku. Uczestniczył w kampanii wrześniowej jako adiutant Nakielskiego Batalionu Obrony Narodowej. Walczył w bitwie nad Bzurą. 
Przez całą wojnę był więziony w Oflagu VII A Murnau. Po wojnie powrócił na Krajnę. Pracował jako urzędnik w Nakle, a następnie w Wyrzysku, gdzie piastował kierownicze stanowiska w powiatowej radzie narodowej. Był działaczem Stronnictwa Demokratycznego. W 1975 przeszedł na emeryturę.
Debiutował ok. 1930 w Dzienniku Bydgoskim, a następnie podjął współpracę z Głosem Krajny. Pisał wiersze, opowiadania oraz felietony. W oflagu w Murnau zaprzyjaźnił się m.in. z Leonem Schillerem i Tadeuszem Sułkowskim. Konspiracyjnie wydał tomik Słońce w dolinie. Po wojnie sporadycznie zamieszczał artykuły publicystyczne w Kurierze Polskim, Ilustrowanym Kurierze Polskim, Tygodniku Demokratycznym, współpracował z Ziemią Nadnotecką. Wydał powieści Ściana gniewu (Wydawnictwo Poznańskie, Poznań 1980) i Stacjonata (1985), tom opowiadań Ogień z nieba (1989) oraz zbiór poezji Widoki moje (1992).